# Horst Rau
Horst Rau (* 9. Januar 1949 in Dresden; † 2. Dezember 2020) war ein deutscher Fußballspieler und -trainer. In der höchsten Spielklasse des DDR-Fußballs, der Oberliga, spielte er für die SG Dynamo Dresden. Mit der der Dynamo-Elf wurde der spätere Erstligatrainer in Bischofswerda zweimal Meister und einmal Pokalsieger.

## Sportliche Laufbahn

### Gemeinschaftsstationen
Im Sommer 1968 kam der 19-jähriger Stürmer, mit einer Ausbildung als Dekorationsmaler ausgestattet, von der BSG Post Dresden zum Oberligaabsteiger SG Dynamo Dresden. Hier spielte der 1,83 Meter große Offensivmann aber zunächst in der Reserveelf und war beim Kampf der 1. Mannschaft um die sofortige Rückkehr ins ostdeutsche Oberhaus nicht auf dem Feld beteiligt.
Dynamo schaffte den umgehenden Wiederaufstieg, und bereits am 4. Spieltag der Saison 1969/70 kam Rau in der Oberliga zum Einsatz. Am 6. September 1969 wurde er in der Begegnung BFC Dynamo – Dynamo Dresden (3:1) in der 75. Minute für den Mittelfeldspieler Meinhard Hemp eingewechselt. In seiner ersten Oberligasaison absolvierte Rau 17 von 26 ausgetragenen Punktspielen und kam überwiegend im Angriff zum Einsatz. In der Saison 1970/71 spielte Rau nur in der Rückrunde in der 1. Mannschaft, nun im Mittelfeld. Mit nur 13 Punktspieleinsätzen war es trotzdem eine erfolgreiche Saison für ihn, denn Dynamo Dresden schloss die Spielzeit mit dem Double aus Meisterschaft und Pokalsieg ab. Am Gewinn des FDGB-Pokals war Rau unmittelbar beteiligt, denn er stand 2. Juni 1971 als linker Mittelfeldspieler in der über den BFC Dynamo mit 2:1 siegreichen Mannschaft.
Die Oberligasaison 1971/72 konnte Rau, nun wieder im hauptsächlich im Angriff eingesetzt, erneut nicht voll durchspielen, und kam nur auf 16 Punktspiele. In der nächsten Spielzeit wurde er wieder in das Mittelfeld zurückgenommen und absolvierte diesmal alle 26 Oberligapunktspiele. Nachdem er in der Saison 1973/74 noch auf neun Oberligaspiele in der Hinrunde absolviert hatte, kam er in der Rückserie nur zu einem fünfminütigen Kurzeinsatz beim 2:2 gegen Wismut Aue am 2. Februar 1974. Im Sommer 1974 endete Raus Oberligalaufbahn; innerhalb von sechs Jahren hatte er in 82 Spielen mitgewirkt und dabei elf Tore erzielt. Von den 14 während seiner Oberligazeit ausgetragenen Europapokalspielen bestritt er elf Partien (ein Tor).
Zur Saison 1974/75 wechselte Rau zum unterklassigen FSV Lokomotive Dresden, für die er noch zwei Jahre aktiv war und seine Laufbahn beendete. Obwohl bereits als Übungsleiter der BSG Fortschritt Bischofswerda in der zweitklassigen Liga stand er im Kalenderjahr 1983 - verteilt auf die Spielzeiten 1982/83 (vier Partien) und 1983/84 (sieben Begegnungen) - noch einmal in elf Punktspielen selbst auf dem Platz.

### Auswahleinsätze
Als frischgebackener DDR-Meister und FDGB-Pokalgewinner kam der Dresdner im 2. Halbjahr 1971 zu drei Länderspielen mit der DDR-Nachwuchsnationalmannschaft, in denen er jeweils im Sturm eingesetzt wurde. Zwei der Partien im Oktober dieses Jahres waren Teil der Qualifikation zur 1972er-Ausgabe der damaligen U-23-Europameisterschaft.

### Trainer
Nach dem Ende seiner Laufbahn als aktiver Fußballspieler begann Rau als Trainer zu arbeiten. Zunächst war er bei den unterklassigen Mannschaften der BSG Motor Cossebaude und der BSG Stahl Freital tätig. Zu Beginn der Saison 1982/83 übernahm er das Traineramt beim Zweitligisten Fortschritt Bischofswerda, mit dem er 1985/86 in die Oberliga aufstieg. Da Fortschritt in diesem Spieljahr die Klasse jedoch nicht halten konnte, wurde Rau im Sommer 1987 entlassen. Er ging daraufhin zum Bezirksligisten Fortschritt Neustadt, mit dem er zwar dreimal in Folge Dresdner Bezirksmeister wurde, aber ebenso oft in den Aufstiegsspielen zur Liga scheiterte.
Nach der Trennung von Harald Fischer, der erst vor der Spielzeit 1989/90 die Rolle des verantwortlichen Oberligatrainers bei Fortschritt übernommen, aber nur 3:19 aus den ersten elf Spielen errungen hatte, kehrte Horst Rau Ende November 1989 zu seiner früheren Gemeinschaft zurück. Aber auch er konnte den Abstieg der Bischofswerdaer nicht verhindern und bekam rund ein Jahr später, in der letzten eigenständigen Saison des ostdeutschen Zweitligafußballs, selbst seine Papiere.
Anschließend war er nur noch bei niederklassigen Vereinen tätig: Riesaer SV, Dresdner SC, FC Stahl Riesa 98, Radebeuler BC 08, FSV Budissa Bautzen und SV Wesenitztal. Im Juli 2009 übernahm Rau das Training des siebentklassigen Bezirksligisten Meißner SV 08. Ab Juli 2011 war er als Jugendtrainer und Nachwuchskoordinator beim Radebeuler BC 08 tätig, ehe er im Juli 2012 nach Niesky wechselte. Er übernahm die in die Bezirksliga Ost aufgestiegene 1. Mannschaft des FV Eintracht Niesky und beendete mit ihr die Saison als Vizemeister hinter dem Lokalrivalen SV See 90. Nach einem schlechten Start in die Saison 2013/14 trat Rau Mitte Oktober 2013 vom Traineramt zurück, nachdem die Mannschaft zuvor beim Tabellenletzten Hoyerswerdaer SV 1919 nicht über ein 2:2-Unentschieden hinausgekommen war.

## Persönliches
Anfang Dezember 2020 starb Horst Rau im Alter von 71 Jahren an einer Krebserkrankung, an der er seit 2017 litt. Er war verheiratet und hatte vier Kinder.